# Vladimir Predkin
Vladimir Predkin (Rusia, 25 de enero de 1974) es un nadador ruso retirado especializado en pruebas de estilo libre, donde consiguió ser subcampeón olímpico en 1996 en los 4 x 100 metros libres.

## Carrera deportiva
En los Juegos Olímpicos de Atlanta 1996 ganó la medalla de plata en los relevos de 4 x 100 metros libre, con un tiempo de 3:17.06 segundos, tras Estados Unidos y por delante de Alemania; y también la plata en la misma prueba en el mundial de piscina larga de Roma 1994.